# Annette Charles
Annette Charles, a volte accreditata anche con il suo nome vero Annette Cardona (Los Angeles, 5 marzo 1948 – Los Angeles, 3 agosto 2011), è stata un'attrice statunitense.

## Biografia
Ha svolto per circa venti anni la carriera di attrice, a partire dal 1968.
Ha debuttato al cinema nel 1978 interpretando Cha Cha Di Gregorio in Grease.
Interruppe la carriera nel 1987.
È morta per un cancro ai polmoni nell'agosto 2011 a 63 anni e dopo i funerali venne cremata.
Era sposata con Robert Romeo con cui è rimasta fino alla morte.

## Filmografia parziale
- Grease - Brillantina (Grease), regia di Randal Kleiser (1978)
- L'incredibile Hulk (The Incredible Hulk) – serie TV, episodio 3x16 (1980)